# Rawle Marshall
Rawle Junior Kalomo Marshall (* 20. Februar 1982 in Georgetown, Guyana) ist ein US-amerikanischer Basketballspieler. Seit der Saison 2013/14 in Rumänien für den dortigen Serienmeister CSU Asesoft aus Ploiești.

## Karriere als Spieler

### College
Marshall wuchs in Detroit auf und studierte zunächst an der Ball State University im US-Bundesstaat Indiana. Nach einem Jahr kehrte er nach Michigan zurück und setzte sein Studium an der Oakland University in Rochester fort. Bedingt durch die Regularien der Collegeliga NCAA war er durch den Hochschulwechsel ein Jahr lang nicht spielberechtigt in offiziellen Spielen. Ab 2002 spielte er dann noch drei Spielzeiten für die Golden Grizzlies in der Summit League der Division I.

### NBA
Obwohl im Entry Draft der NBA nicht berücksichtigt bekam Marshall für die Saison 2005–2006 einen Vertrag bei den Dallas Mavericks. Zwischen Dezember 2005 und Februar 2006 wurde er an das Farmteam Fort Worth Flyers in der NBA Development League abgegeben. Nach seiner Rückkehr konnte er sich wegen Verletzungen anderer Spieler einige Spielzeit erarbeiten, wurde aber in den Play-offs der Spielzeit, in denen die Mavericks erstmals in die Finals der NBA einzogen, nicht mehr berücksichtigt. Für die folgende Saison wurde er in einem Spielertausch an die Indiana Pacers abgegeben. Nach weiteren 40 Spielen bekam er keinen neuen Vertrag mehr und ging nach Europa.

### Europa
Auch bei europäischen Vereinen blieb er in der Regel nicht mehr als eine Spielzeit. Zunächst war er in der Saison 2007/08 bei KK Hemofarm aus Vršac unter Vertrag, mit denen er die Finalserie in der Adria-Liga und der serbischen Meisterschaft erreichte, die jeweils gegen Partizan Belgrad verlorengingen. Im ULEB Eurocup verlor man das Achtelfinale gegen den späteren Finalisten Akasvayu Girona. Mit Cibona aus dem kroatischen Zagreb startete er im höchsten europäischen Vereinswettbewerb EuroLeague und wurde am siebten Spieltag der Saison 2008/09 zum Most Valuable Player (MVP)  gewählt. Im Januar 2009 wechselte er in die Superleague Russland zu Lokomotive Rostow.
In der folgenden Spielzeit 2009/10 war er zunächst für wenige Spiele beim spanischen Erstligisten Power Electronics aus Valencia aktiv. Bereits am 1. November wurde der Vertrag gelöst und während der spanische Verein am Ende der Spielzeit den Eurocup 2009/10 im Finale gegen Alba Berlin gewann, wechselte Marshall Mitte November 2009 zum französischen Rekordmeister ASVEL aus Villeurbanne. Der Titelverteidiger der französischen Meisterschaft schied in der EuroLeague 2009/10 frühzeitig aus und verpasste zudem die Play-offs um die nationale Meisterschaft. Für die Spielzeit 2010/11 wechselte Marshall in die A1 Ethniki zu PAOK nach Thessaloniki. Nach einem dritten Platz in der griechischen Meisterschaft wechselte er zu Beginn der Spielzeit 2011/12 zum neugegründeten BK Astana nach Kasachstan. Für Astana spielte er zwei Jahre in der VTB United League und in der kasachischen Meisterschaft. Er wurde drei Mal kasachischer Pokalsieger und zwei Mal kasachischer Meister. Im November 2011 wurde er zum MVP der Monat in der VTB United League gewählt. Zum Beginn der Saison 2013/14 wechselte er nach Rumänien zum dortigen Serienmeister CSU Asesoft aus Ploiești.

## Auszeichnungen und Erfolge

### Mit der Mannschaft
- Kasachischer Pokalsieger (3×): 2011, 2012, 2013
- Kasachischer Meister: 2012, 2013.

### Persönliche Auszeichnungen
- MVP der Runde 7 in der Saison 2008/09 in der EuroLeague
- MVP des Monats November in der Saison 2011/12 in der VTB